# Sobralia boliviensis
Sobralia boliviensis är en orkidéart som beskrevs av Rudolf Schlechter. Sobralia boliviensis ingår i släktet Sobralia och familjen orkidéer.
Artens utbredningsområde är Bolivia. Inga underarter finns listade i Catalogue of Life.